# 阿爾·格羅斯
阿爾·格羅斯是一名來自美國阿拉斯加州的政治家、整形外科醫生和商業漁民。

## 早年經歷
格羅斯在1962年出生於阿拉斯加州首府朱諾。他是前阿拉斯加總檢察長阿夫鲁姆·格罗斯的兒子。。
格羅斯就讀於朱諾的道格拉斯高中。期間，他對漁業產生了興趣。14歲時,他用貸款買下了自己的第一艘漁船。他在夏天捕撈鮭魚以賺取上大學和醫學院的學費。在高中畢業後，格羅斯後來進入阿默斯特學院就讀神經學，並在1985年畢業。他在美國華盛頓大學的WWAMI區域醫學教育計劃學習醫學，並於1989年畢業。

## 醫療生涯
在醫學院畢業後，格羅斯擔任巴特利特地區醫院醫療人員的主席。2006年,他創立並擔任朱諾骨科治療中心的主席。格羅斯自1994年起在朱諾從事整形外科手術，並在2013年退休，但仍然在佩特斯堡醫療中心兼職。此外，他每年在柬埔寨的一家培訓醫院義工服務。
2013年之後,格羅斯和他的妻子莫妮卡·格羅斯女士從診所辭職，並前往加州大學洛杉磯分校攻讀公共衛生碩士學位和醫療保健經濟學。

## 從政
在獲得公共衛生碩士學位後，格羅斯回到阿拉斯加，並開始倡導醫療保健改革。2017年,他在阿拉斯加發起了兩項公投，分別為「阿拉斯加人優質醫療保險法」和「阿拉斯加人醫療保健法」。然而，兩項公投的提議都在2017年12月時從選票上撤回。支持者們表示，他們撤回的原因是聯邦醫療政策的不確定性。

### 參選2020年美國參議院選舉
2019年7月2日，格羅斯宣布自己將會以無黨籍的身分參與2020年阿拉斯加州美國參議院選舉，角逐參議員議員職位。 一個月後他在8月的民主黨初選中戰勝了民主黨候選人埃德加·布拉奇福德和無黨籍候選人克里斯·卡明斯， 獲得了阿拉斯加民主黨的禮讓和支持。
格羅斯以無黨籍身份參選，挑戰尋求連任的共和黨參議員丹·沙利文。和The Lincoln Project
格羅斯表示,「我決定參選是因為阿拉斯加州的經濟一直在衰落，過去幾年阿拉斯加人一直在離開...我們仍然有全美國最高的失業率。」
美國政治新聞網站《每日野獸》評論道，阿拉斯加州「在一定程度上呈現出紫色州的屬性」，其中一大原因就是格羅斯的參選。 有人猜測,鲁斯·贝德·金斯伯格的去世和艾米·科尼·巴雷特最高法院提名的政治影響,可能會降低沙利文的支持率，並且對格羅斯的競選有利。
在選舉中有三位正式候選人，分別為時任共和黨參議員沙利文、格羅斯、和曾參與民主黨初選但在落敗後獨立競選的约翰·豪。
然而，在最終的選舉中，在三位候選人中，時任共和黨參議員沙利文仍然以約54%的得票率，191,112票成功連任，格羅斯則取得約41%得票率，146,068票落選，而约翰·豪則取得約5%的得票率，16,806票。此外，有601張海選其他候選人的選票。
2021年10月,格羅斯又參加了阿拉斯加彼得斯堡的醫院董事會選舉，但僅獲得第四名敗選。在2022年，在阿拉斯加聯邦眾議員唐·揚在一架飛機上去世後，他在自己的推特帳號上宣布自己將會參與補選， 並且也成功在初選中獲勝，但是最後仍然決定退選。最後，該席次由民主黨的瑪麗·佩托拉贏得，也是自從1972年尼克·貝尼奇（儘管他在選前在空難中失蹤，被推定去世，因此並沒有就任）以來首次有民主黨人贏得阿拉斯加的聯邦眾議院席次。